# Chrysosplenium uniflorum
Chrysosplenium uniflorum är en stenbräckeväxtart som beskrevs av Carl Maximowicz. Chrysosplenium uniflorum ingår i släktet gullpudror, och familjen stenbräckeväxter. Inga underarter finns listade i Catalogue of Life.